# Josef Pirrung
Josef „Seppl“ Pirrung (* 24. Juli 1949 in Münchweiler an der Rodalb; † 11. Februar 2011) war ein deutscher Fußballspieler, der als Stürmer des 1. FC Kaiserslautern in den Jahren 1969 bis 1981 in der Fußball-Bundesliga 304 Spiele absolviert und dabei 61 Tore erzielt hat.

## Sportliche Laufbahn

### Vereinskarriere
Der Schüler und Jugendliche „Seppl“ Pirrung durchlief ab 1958 die gesamten Etappen in der Jugendabteilung des heimischen FC Münchweiler in der Südwestpfalz. 1968 wechselte die 1,67 m große Nachwuchshoffnung vom FC Münchweiler zum 1. FC Kaiserslautern in die Fußball-Bundesliga. Durch die langwierigen Verletzungsfolgen debütierte er erst am dritten Spieltag der Saison 1969/70, am 30. August 1969, in der Bundesliga. Bei der 2:4-Auswärtsniederlage gegen den FC Schalke 04 wurde er in der 79. Minute von Trainer Gyula Lóránt für Klaus Ackermann eingewechselt. Nachdem Dietrich Weise 1971/72 das Traineramt auf dem Betzenberg übernommen hatte, kamen die „Roten Teufel“ am Rundenende in der Liga auf den siebten Tabellenrang und Pirrung hatte an der Seite von Hermann Bitz, Jürgen Friedrich, Idriz Hošić, Klaus Ackermann, Wolfgang Seel und Karl-Heinz Vogt in 29 Partien drei Tore erzielt. Im DFB-Pokal zogen sie nach Erfolgen gegen den Wuppertaler SV, VfB Stuttgart, Rot-Weiß Oberhausen und zwei 2:1 Siegen im Halbfinale gegen den SV Werder Bremen in das DFB-Pokalfinale am 1. Juli 1972 in Hannover gegen den FC Schalke 04 ein. Die Schalker hatten erst am letzten Rundenspieltag, den 28. Juni, durch eine 1:5 Schlappe beim Titelverteidiger Bayern München den Kampf um die Meisterschale verloren und gingen dank ihrer großartigen Offensive mit Herbert Lütkebohmert, Heinz van Haaren, Klaus Scheer, Reinhard Libuda, Klaus Fischer und Erwin Kremers als klarer Favorit in das Endspiel. Pirrung und Kollegen erfuhren die Klasse der Schalker bei der 0:5-Finalniederlage in aller Deutlichkeit, hatten aber trotzdem durch den Finaleinzug und die erstmalige Qualifikation zur Teilnahme am Europacup zur Runde 1972/73, eine klar positive Rundenbilanz vorzuweisen.
Im UEFA-Cup der Saison 1972/73 trafen die Lauterer in der ersten Runde auf die englischen Profis von Stoke City. Die bekannten Nationalspieler Gordon Banks (Tor) und Angreifer Geoff Hurst standen für das Können der ehemaligen Mannschaft der Legende Stanley Matthews aus dem Victoria Ground. Pirrung gehörte zu den FCK-Akteuren, die am 27. September 1972 durch einen 4:0-Heimerfolg den Weg in die zweite Runde ebneten und danach auch noch CUF Barreiro und Ararat Eriwan ausschalteten, ehe die „Fohlen“ vom Bökelberg, Borussia Mönchengladbach, sich im Viertelfinale als zu hohe Hürde erwiesen. Pirrung hatte in allen acht Europacupspielen mitgewirkt.
National ragten in den nächsten zwei Runden die zwei spektakulären Siege gegen den FC Bayern München mit deren Weltstars Sepp Maier, Franz Beckenbauer und Gerd Müller heraus. Am 20. Oktober 1973 zeichnete sich der „Dribbelkönig vom Betzenberg“ beim legendären 7:4 des FCK als dreifacher Torschütze aus. Das eigentlich Sensationelle in diesem Spiel war, dass die Meistermannschaft des FC Bayern mit 3:0 und 4:1 in Führung gelegen hatte und nach dem 4:4-Ausgleich durch Pirrung in der 73. Spielminute in den Schlussminuten völlig auseinanderbrach und noch drei weitere Tore hinnehmen musste. Für den FC Bayern war damit die Generalprobe vor dem mit Spannung erwarteten Heimspiel im Europacup gegen Dynamo Dresden am 24. Oktober gründlich misslungen. Im Kicker-Sportmagazin wurde der Spielbericht mit der Überschrift „Drama und Tragödie: Wie eine Meistermannschaft zerfiel“ betitelt und Trainer Erich Ribbeck mit der Aussage zitiert, „das ist der größte Tag in meiner Trainerlaufbahn“. Die Lauterer Mittelfeldspieler Klaus Toppmöller und Hermann Bitz sowie Stürmer Pirrung wurden im Kicker in der „Elf des Tages“ geführt. Drei Tage nach dem 2:1-Erfolg der Bayern im Europacup beim 1. FC Magdeburg, am 9. November 1974, demontierten die „Roten Teufel“ aus der Pfalz im Olympiastadion den Gastgeber mit einem 5:2-Sieg. Pirrung, der filigrane Techniker und Wirbelwind, erzielte in der 81. Minute das Tor zur 4:2-Führung und wurde im Kicker als „noch überzeugender als vor einem Jahr“ beschrieben, in der Rubrik „Mann des Tages“ gewürdigt und in der „Elf des Tages“ aufgeführt.
Im Weltmeisterschaftsjahr 1973/74 belegte die Ribbeck-Elf den sechsten Rang und Pirrung hatte alle 34 Rundenspiele bestritten und dabei 13 Treffer erzielt. Einen weiteren Erfolg erlebte der Publikumsliebling im DFB-Pokal des Jahres 1976. Lautern zog erneut in das Finale ein, verlor aber am 26. Juni in Frankfurt ohne Torjäger Klaus Toppmöller das Endspiel mit 0:2 Toren gegen den Hamburger SV. Zur Runde 1978/79 führte der neue FCK-Trainer Karl-Heinz Feldkamp die Betzenberg-Elf auf den dritten Rang und wiederholte in der folgenden Runde diesen Erfolg. Pirrung absolvierte die meisten seiner 21 beziehungsweise 17 Einsätze jetzt als Einwechsel- bzw. Auswechselspieler. In der Spitze waren jetzt Reiner Geye, Klaus Toppmöller und Benny Wendt gesetzt und im Mittelfeld führte Hans Bongartz Regie, assistiert von Jürgen Groh, Werner Melzer und Johannes Riedl. Der kleine Techniker kam 1979/80 im UEFA-Cup noch zu Einsätzen gegen den FC Zürich, Sporting Lissabon und VTK Miskolc. Mit den Spielen im September/Oktober 1980 gegen RSC Anderlecht endete für Pirrung das Kapitel Europacup. Insgesamt wird er mit 17 Spielen und zwei Toren im UEFA-Cup geführt.
1981 brach sich Pirrung in der Hinrunde den Knöchel und bekam keinen Vertrag mehr. Seine Einwechslung am 7. März 1981 beim 1:1-Auswärtsremis gegen die „Zebras“ vom MSV Duisburg war sein letzter Bundesligaauftritt. Nach 304 Ligaspielen mit 61 Toren beendete er im Sommer 1981 seine Erstligalaufbahn.
Er wechselte zu Wormatia Worms in die 2. Bundesliga. Nach 27 Zweitligaspielen mit einem Torerfolg 1981/82 verließ er die Wormatia wieder. Beim VfL Neustadt ließ er von 1982 bis 1984 seine Karriere im Amateurlager ausklingen.

### Auswahleinsätze
Nach Berufungen in die Auswahl des Südwestdeutschen Landesverbandes sowie des Fußball-Regional-Verbandes Südwest wurde der technisch herausragende, kombinationssichere, dribbelstarke und lauffreudige Angriffsspieler erstmals am 14. Februar 1967 vom DFB in die deutsche Jugendnationalmannschaft berufen. Beim Länderspiel in Mönchengladbach gegen England vertrat er an der Seite der Mitspieler Gerhard Heinze, Egon Schmitt, Rainer Zobel und Roland Weidle die deutschen Farben. Danach kam er in den zwei erfolgreichen Qualifikationsspielen im März 1967 gegen die Niederlande zum Einsatz. Im April traf er in einem Vorbereitungsspiel gegen die schwedische Nachwuchsauswahl auf seinen späteren Teamkollegen Ronnie Hellström. Im Mai gehörte er der DFB-Auswahl für das UEFA-Juniorenturnier in der Türkei an. Im zweiten Gruppenspiel am 7. Mai in Bursa gegen Österreich (2:1) brach er sich das Bein. Beim ersten Spielversuch nach der vermeintlichen Ausheilung brach er sich erneut das Schien- und Wadenbein. Einige Monate später folgte der dritte Beinbruch in einem Jahr.
In seiner zweiten Bundesligarunde, 1970/71, wurde der ehemalige Jugendnationalspieler vom DFB in der Rückrunde in die U-23-Nationalmannschaft berufen. Er debütierte am 16. Februar beim EM-Qualifikationsspiel in Elbasan gegen Albanien neben den Mitspielern Heinz Flohe, Horst Köppel, Klaus Scheer und Werner Weist im Angriff der DFB-Junioren. Im April, Juni und Oktober kamen noch drei weitere Berufungen in dieser Mannschaft hinzu. Seine bemerkenswerten Leistungen in der Saison 1973/74 – es war nicht nur sein Auftritt beim 7:4-Erfolg gegen den FC Bayern – brachten ihn zwar in die 40er-Liste des DFB vor der WM 1974, doch Aufnahme in den 22er-Kader fand er nicht. Im ersten Länderspiel nach der Weltmeisterschaft 1974, am 4. September 1974 in Basel gegen die Schweiz, gehörte der Lautrer Stürmer aber dem Kader der Mannschaft von Bundestrainer Helmut Schön an. Zum Einsatz kam er aber noch nicht, der Bundestrainer operierte mit Reiner Geye, Bernd Hölzenbein und Dieter Herzog im Angriff und wechselte in der zweiten Halbzeit noch den Debütanten Wolfgang Seel ein. Beim EM-Qualifikationsspiel am 20. November 1974 in Piräus gegen Griechenland war Pirrung dann aber an der Reihe, er wurde in der 81. Minute für Jupp Heynckes auf Linksaußen eingewechselt. Einen Monat später, am 22. Dezember, vertraute der Bundestrainer in La Valletta beim Anpfiff gegen Malta auf den Angriff mit Pirrung, Erwin Kostedde und Bernd Hölzenbein. In der Halbzeit wurde der Pfälzer aber durch Bernd Nickel ersetzt. Weitere Spiele in der A-Nationalmannschaft folgten nicht.
In der B-Nationalmannschaft dagegen absolvierte er in den Jahren 1975 und 1977 noch vier Länderspiele und nahm mit dieser Mannschaft auch im Juni 1977 an einer Länderspielreise in die USA, Honduras und Jamaika teil.

## Weiterer Werdegang
Nach dem Karriereende als Fußballer arbeitete Pirrung als Sportartikelverkäufer, spielte in seiner Freizeit Tennis und bewanderte die Alpen – obwohl sein rechtes Bein seit den Brüchen drei Zentimeter kürzer war.
Er litt an einem Krebsleiden, dessen Folgen er mit 61 Jahren erlag. Beim Bundesliga-Heimspiel gegen Borussia Dortmund, das am Tag nach Pirrungs Tod stattfand, spielte die Mannschaft des 1. FC Kaiserslautern mit Trauerflor.